# 悟真會

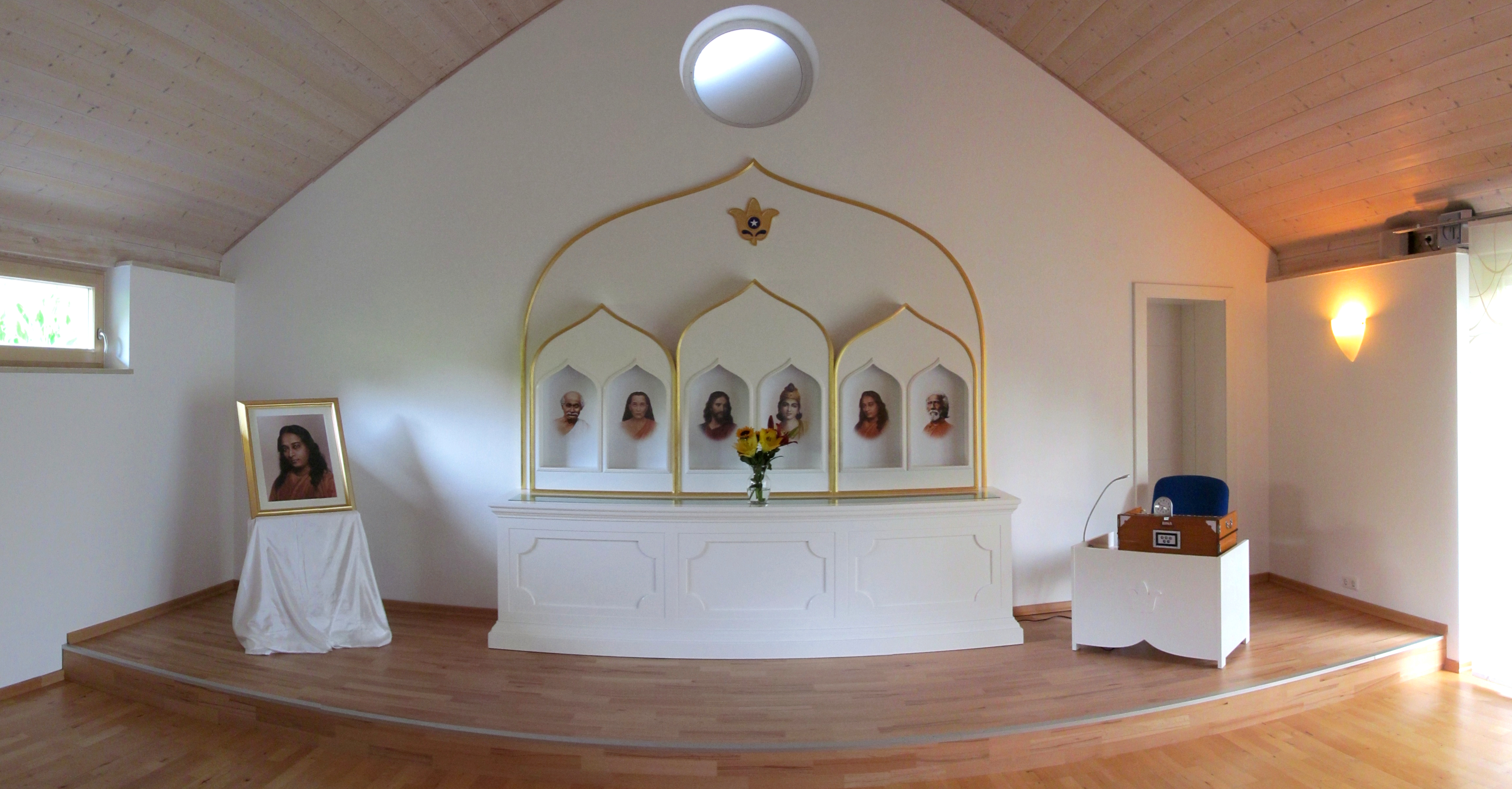
悟真會的德國奧古斯堡中心的會堂，壇上供奉著六位聖人的照片。左起：Lahiri Mahasaya、 Mahavatar Babaji、耶穌基督、黑天、尤迦南達、Swami Sri Yukteswar

悟真會（Self-Realization Fellowship，又譯自明友誼會）是一個國際性瑜伽組識，旨在向世界推廣瑜伽的思想。它由著名瑜伽士尤迦南達在一九二零年於美國創立，至今已發展至世界各地，全球擁有超過五百個地方分會。不過，目前在華語地區中，只有香港一個地點。悟真會的宗旨，是向全世界宣揚瑜伽的知識，消除各種文化與宗教之間的分歧，務求以科學的方法使人打破自我意識的界限，親身獲得感受上帝的經驗。

## 出版媒體
除了在全球設立中心外，悟真會也出版了不少雜誌、書籍和影片等等，以便將傳播瑜伽到世界各地。以下乃部分例子：

### 書籍
- Autobiography of a Yogi (1946)[2]
- Paramahansa Yogananda: In Memoriam (1986)[11]
- Rajarsi Janakananda : A Great Western Yogi (1994)[12]
- The Yoga of Jesus (2009)[13]
- Scientific Healing Affirmations (2011)[14]

### 雜誌
- Self-Realization Magazine (始於1971冬季)[15]

### 影視
- Awake: the Life of Yogananda (2015)[16]

## 世界各地分會

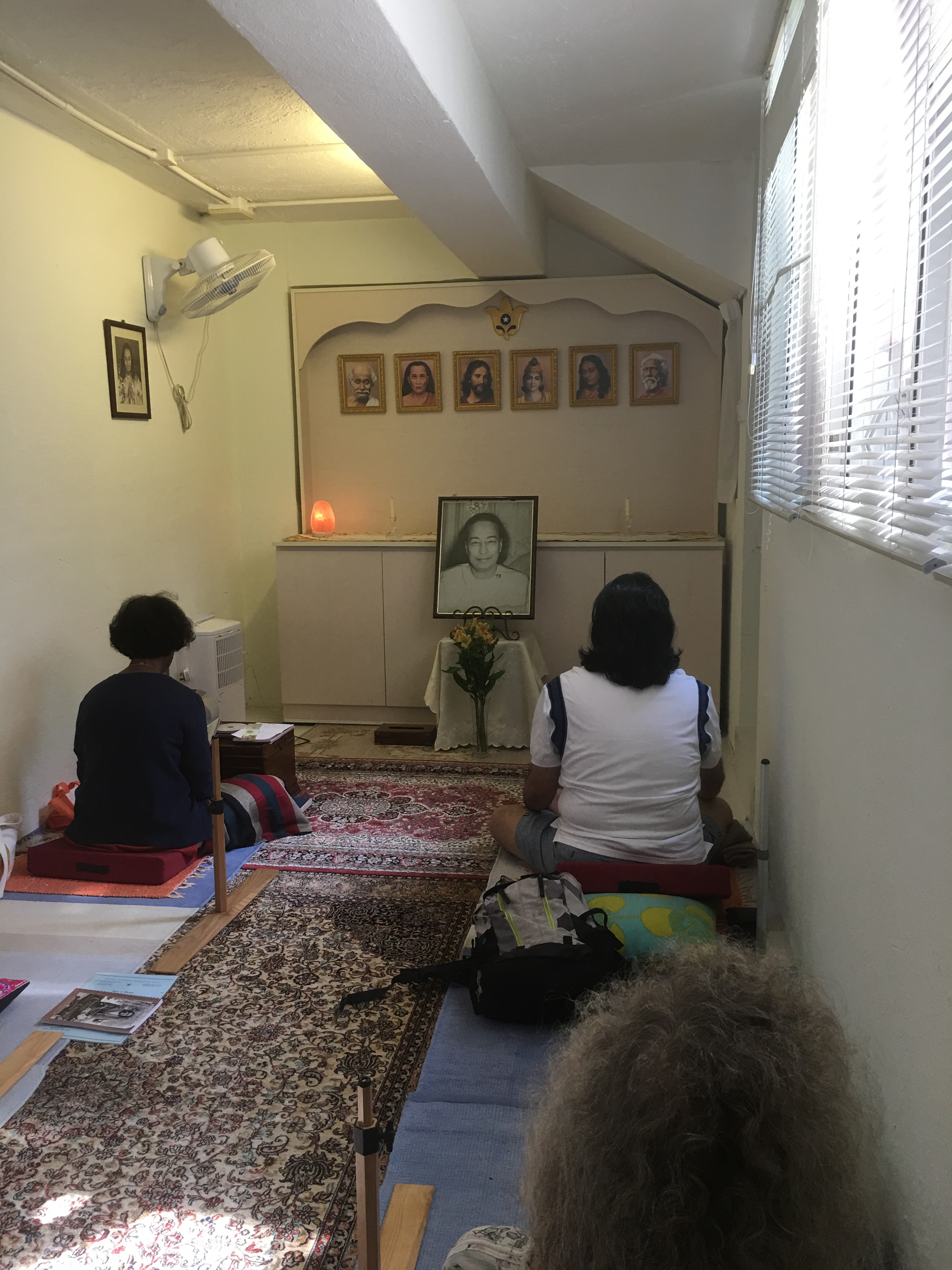
位於香港的悟真會支部，中心放置著尤迦南達的畫像

悟真會在世界各地的國家設有支部：

### 北美州

#### 美國
- 阿拉斯加州
- 亞利桑那州
- 阿肯色州
- 加利福尼亚州
- 科羅拉多州
- 康涅狄格州
- 特拉華州
- 佛羅里達州
- 喬治亞州
- 夏威夷州
- 爱达荷州
- 伊利诺伊州
- 印第安纳州
- 艾奥瓦州
- 堪薩斯州
- 肯塔基州
- 路易斯安那州
- 缅因州
- 马里兰州
- 麻薩諸塞州
- 密歇根州
- 明尼蘇達州
- 密西西比州
- 密蘇里州
- 蒙大拿州
- 內布拉斯加州
- 内华达州
- 新罕布什尔州
- 新泽西州
- 新墨西哥州
- 纽约州
- 北卡罗来纳州
- 俄亥俄州
- 奧克拉荷馬州
- 俄勒冈州
- 宾夕法尼亚州
- 羅德島州
- 南达科他州
- 田纳西州
- 德克萨斯州
- 犹他州
- 佛蒙特州
- 弗吉尼亚州
- 华盛顿州
- 威斯康辛州

#### 其他北美國家
- 加拿大
- 墨西哥
- 波多黎各

### 其他國家

#### 非洲及中東
- 加纳
- 肯尼亚
- 毛里求斯
- 南非
- 阿拉伯联合酋长国

#### 亞洲及太平洋
- 澳大利亚
- 汶莱
- 香港特別行政區[7]
- 日本
- 马来西亚[18]
- 新西兰
- 菲律宾
- 新加坡[19]
- 大韩民国
- 泰国

#### 中美及南美
- 阿根廷
- 巴巴多斯
- 玻利維亞
- 巴西
- 智利
- 哥伦比亚
- 哥斯达黎加
- 古巴
- 多明尼加
- 厄瓜多尔
- 危地马拉
- 洪都拉斯
- 巴拿马
- 巴拉圭
- 秘鲁
- 蘇利南
- 千里達及托巴哥
- 乌拉圭
- 委內瑞拉

#### 歐洲
- 奥地利
- 比利时
- 保加利亚
- 克罗地亚
- 捷克
- 丹麦
- 英格兰
- 芬兰
- 法国
- 德国
- 希腊
- 冰岛
- 爱尔兰
- 意大利
- 荷兰
- 挪威
- 葡萄牙
- 羅馬尼亞
- 俄罗斯
- 蘇格蘭
- 西班牙
- 瑞典
- 瑞士
- 威爾士